# Eriocoma
Eriocoma là một chi thực vật có hoa trong họ Hòa thảo (Poaceae).

## Phân bố
Các loài trong chi này là bản địa miền tây Bắc Mỹ, từ Alaska tới miền bắc Mexico.

## Các loài
Chi Eriocoma gồm 27 loài và 1 loài lai ghép:
- Eriocoma alta
- Eriocoma arida
- Eriocoma arnowiae
- Eriocoma × bloomeri = E. hymenoides × E. occidentalis
- Eriocoma bracteata
- Eriocoma contracta
- Eriocoma coronata
- Eriocoma curvifolia
- Eriocoma hendersonii
- Eriocoma hymenoides (đồng nghĩa: E. cuspidata) - Loài điển hình.
- Eriocoma latiglumis
- Eriocoma lemmonii
- Eriocoma lettermanii
- Eriocoma lobata
- Eriocoma nelsonii
- Eriocoma nevadensis
- Eriocoma occidentalis
- Eriocoma parishii
- Eriocoma perplexa
- Eriocoma pinetorum
- Eriocoma richardsonii
- Eriocoma robusta
- Eriocoma scribneri
- Eriocoma swallenii
- Eriocoma thurberiana
- Eriocoma valdesii
- Eriocoma wallowaensis
- Eriocoma webberi

## Lưu ý
Eriocoma do Carl Sigismund Kunth công bố cùng năm 1818 nhưng muộn hơn là đồng nghĩa của Montanoa.